# Sessho-seki

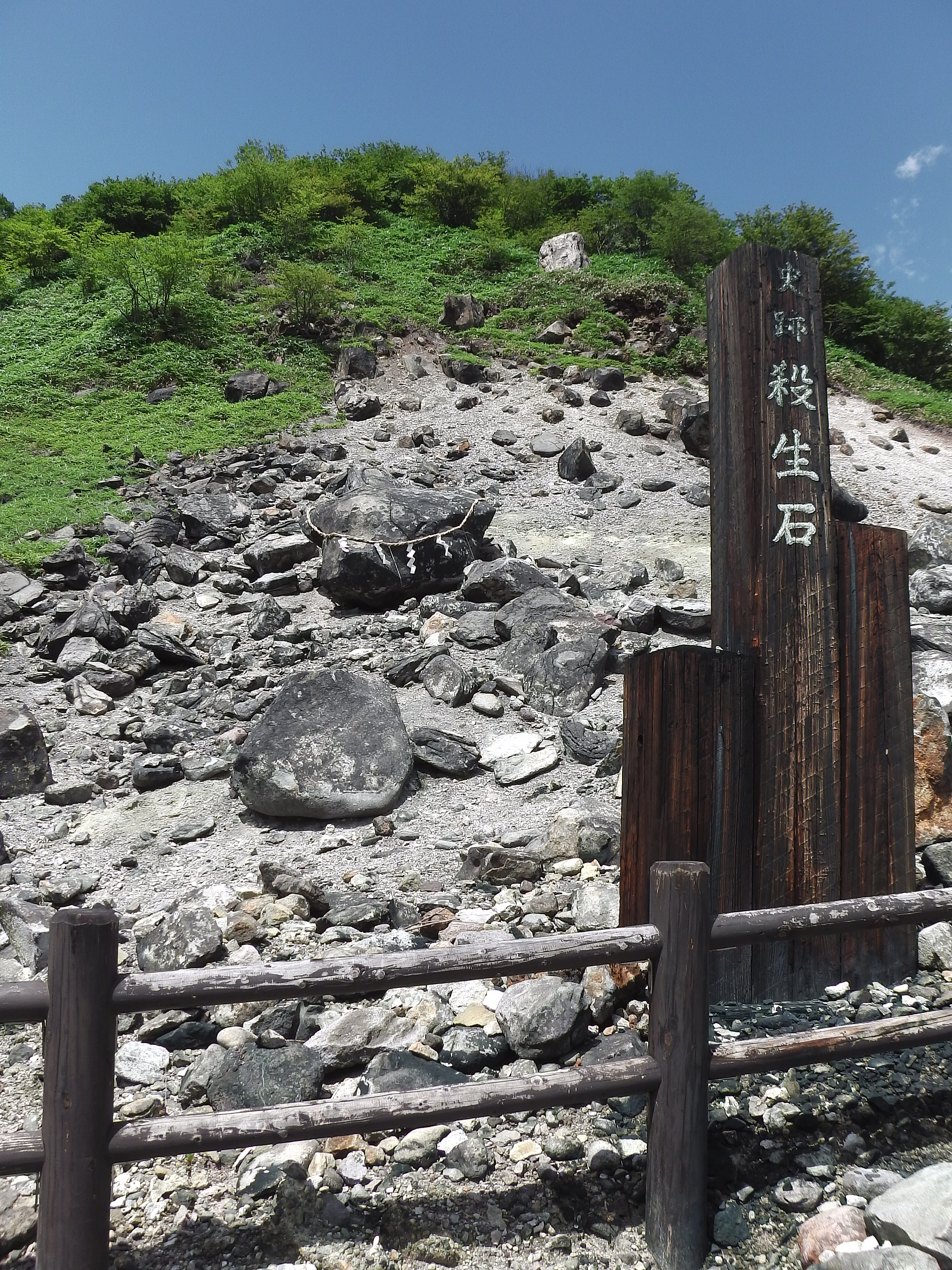
La Sessho-seki en 2016

La Sessho-seki (殺生石, Sesshōseki, 'piedra asesina') es un objeto mitológico japonés. Se cree que la piedra mata a cualquiera que la toque.
Hoy en día, un área de las montañas volcánicas de Nasu, famosas por sus pozas termales de azufre, conmemora la leyenda en torno a la piedra.
El 5 de marzo de 2022, la piedra se partió en dos, probablemente por erosión natural.

## La leyenda
Se cree que la piedra es el cadáver transfigurado de Tamamo-no-Mae (玉藻の前), una bella mujer que fue delatada como un zorro de nueve colas al servicio de un malvado daimyō que planeaba matar al emperador Konoe para usurpar el trono. Según se cuenta en Otogi-zōshi, cuando el zorro fue muerto por Miura-no-suke, su cuerpo se transformó en la piedra asesina.
Un monje budista llamado Genno se paró a descansar al lado de la piedra maldita por Tamamo-no-Mae y fue amenazado por ella. Genno realizó algunos rituales y rogó al espíritu que considerara su salvación; Tamamo-no-Mae finalmente cedió y prometió dejar de habitar en la piedra.

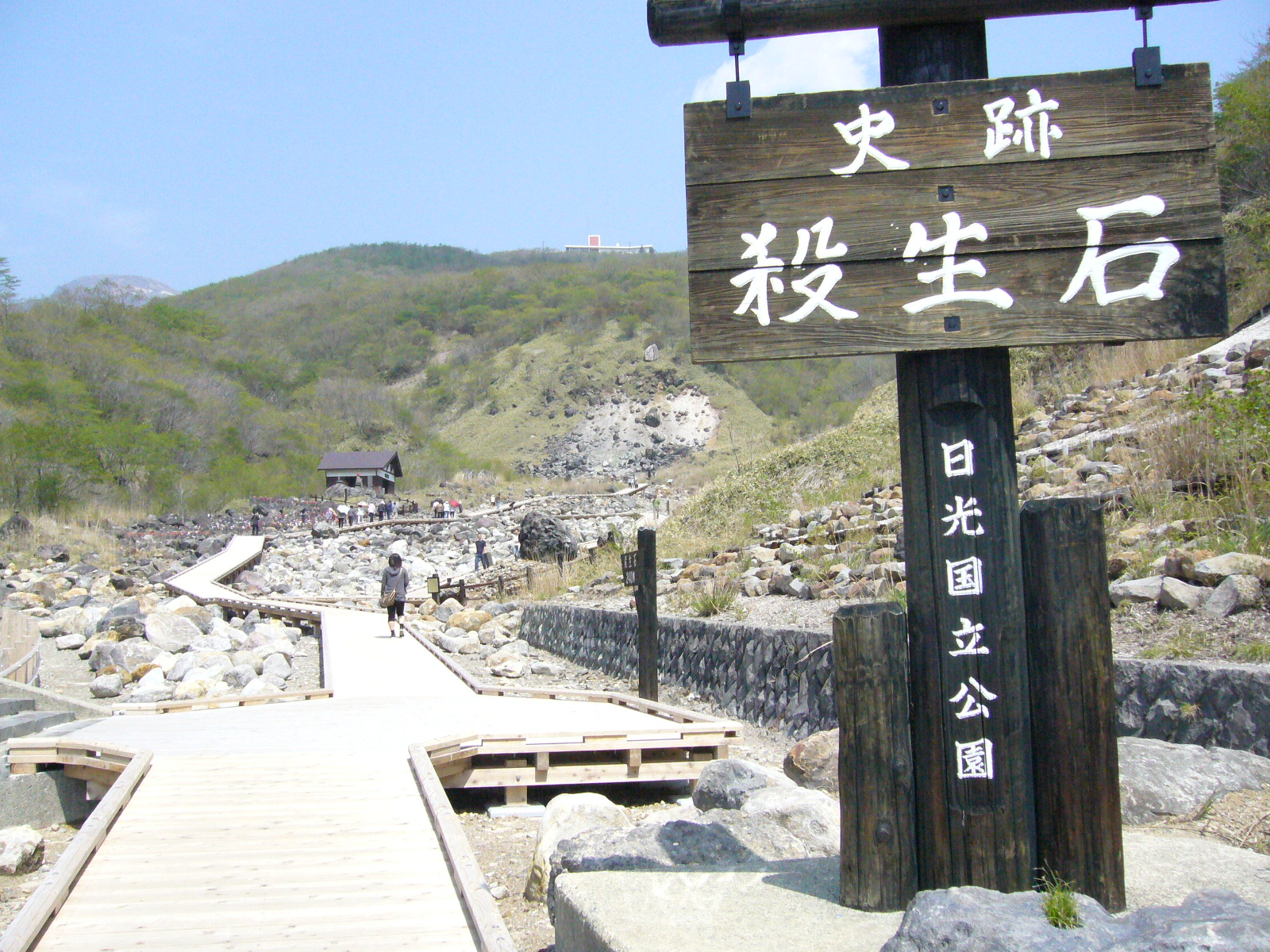
Entrada al área conmemorativa.
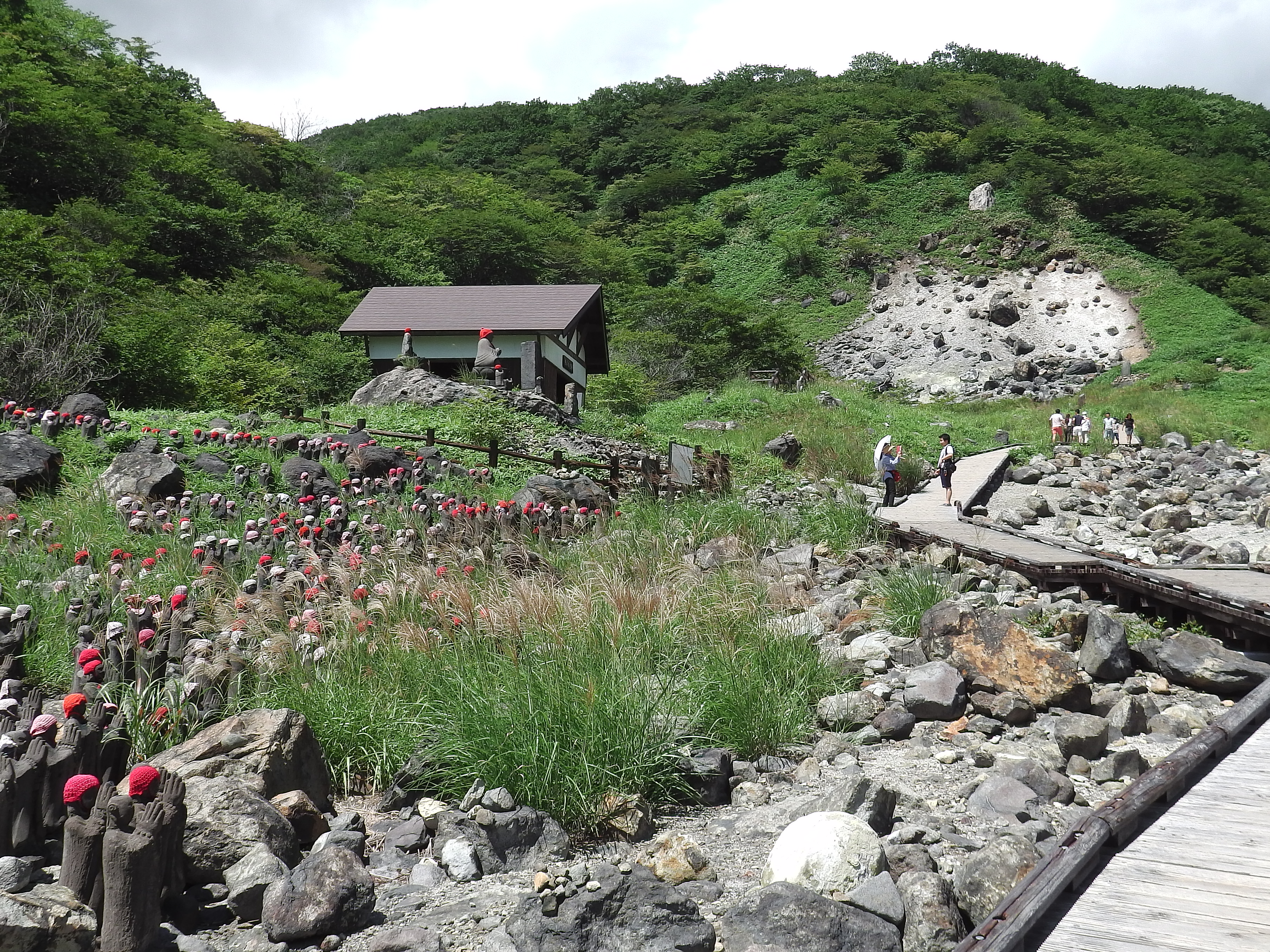
Múltiples jizo de piedra delante de la piedra asesina. Nasu, Tochigi, Japón.)
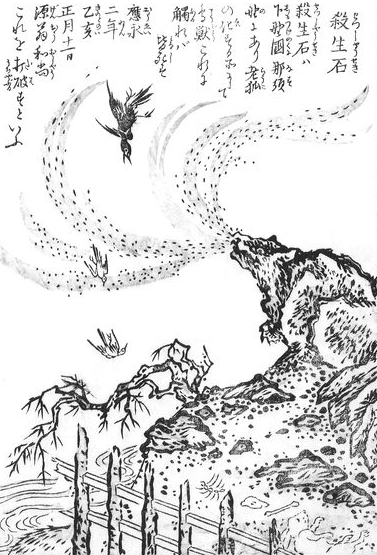
Obra de Toriyama Sekien.
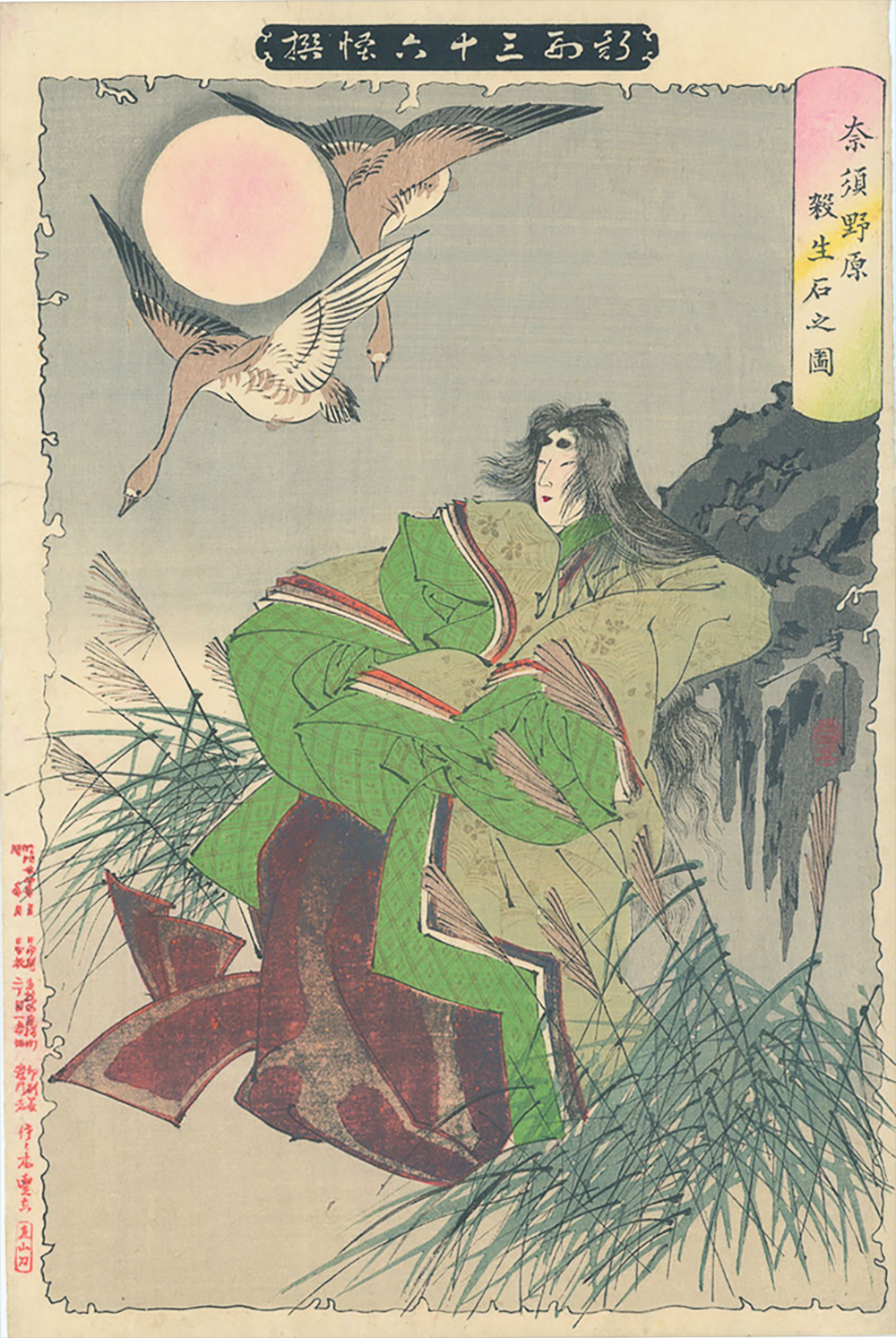
Obra de Yoshitoshi.

## Obras que hablan del mito
En El estrecho camino hacia el profundo norte, libro de Matsuo Bashō, Bashō habla de su visita a la piedra en Nasu. 
El mito fue adaptado a una obra de teatro nō atribuida a Hiyoshi Saami.
Una novela basada en la leyenda, titulada Tamamo-no-Mae y escrita por Kido Okamoto, fue adaptada a la animación en 1967 bajo el título Kyuubi no Kitsune to Tobimaru (Sesshōseki) 九尾の狐と飛丸(殺生石).